# Pearl Gibbs
Pearl Gibbs (Gambanyi) (1901—28 de abril de 1983) fue una  originaria australiana de la tribu yolngu, destacada líder, activista, académica, educadora, traductora, lingüista, mujer de familia y una de las personalidades más destacadas dentro del movimiento indígena en el siglo XX. Fue miembro de la Aborigines Progressive Association (APA), habiendo estado involucrada en numerosas protestas, como la de 1938 Día de Luto por el genocidio australiano.
En 1901, nació como 'Pearl Mary Brown, en La Perouse, Sídney, de Mary Margaret Brown y David Barry. Gibbs creció allí, y también en los suburbios de la ciudad de Yass, donde estudió en la Mount Carmel School junto con su hermana Olga.
Más tarde se casó con el marino británico, teniendo una hija y dos varones; y luego se separaron, y ella se hizo cargo de la familia.

## Activismo
En 1930, ayudó a dirigir un campamento, para apoyar a los trabajadores aborígenes desempleados, y en 1933 organizó una huelga para los aborígenes recolectores de legumbres. Fue una de las primeras miembros de la APA, y atrajo a multitudes cuando daba discursos en el Barrio de Domain, en Sídney. Comenzó a trabajar con el presidente de APA Jack Patten y su secretario William Ferguson (líder originario australiano, y para 1938 se involucró con la organización de las protestas del "Día de Luto", que en ese momento fue la demostración originaria más importante de los derechos civiles en Australia. Fue portavoz del Comité de los Derechos Ciudadanos de los Originarios, el grupo de presión establecido para continuar el trabajo para el "Congreso del Día de Luto". Más tarde, en 1938, sucedió a Ferguson como secretaria de la APA, y ocupó ese cargo hasta 1940.

Emblema, puesto frente a Casa de Australia, en Londres (1928), que llevaba una pancarta con la proclama: "Todo esto es lo que Australia ha dejado de mi pueblo" (Anthony Fernando, 1864-1949).

En 1941, realizó la primera emisión de radio dirigida por una mujer originaria, desde la emisora 2WL en Wollongong, Nueva Gales del Sur. Su discurso fue acerca de los derechos civiles originarios, y guionado muy cuidadosamente de forma que se permitiera su salida al aire. Gran parte de los primeros trabajos de Gibbs fueron hechos durante una época en que era muy cercano al genocidio a los originario, y estaban sujetos al control de sus movimientos, a menos que tuvieran un certificado de exención (placa de protección). La policía también controlaba todas las manifestaciones públicas sobre los derechos civiles. 
En 1993, la Australian Security Intelligence Organisation (ASIO) desclasificó sus archivos sobre Gibbs, en las Oficinas Estatales secretas National Archives of Australia. El archivo incluye, lo común de los Servicios Secretos Australianos: registros de las reuniones políticas a las que Gibbs asistía, y recortes de artículos de prensa en los que se la mencionaba.
Pasó gran parte de su vida adulta en Dubbo. En 1946, con Ferguson establecieron una rama de la Australian Aborigines' League, en Dubbo, y fue la vicepresidenta y posteriormente secretaria de la rama, a través de los años 1940 y 1950. Más tarde, en 1960, Gibbs estableció un albergue para atender a los familiares de los pacientes del hospital para Originarios, en Dubbo. 
De 1954 a 1957, fue la única miembro originaria de la New South Wales Aborigines Welfare Board (Junta de Beneficencia de los Originarios de Nueva Gales del Sur), siendo la única mujer en servir en la Junta. En 1956, fue cofundadora, con Faith Bandler, del Australian Aboriginal Fellowship (Membresía de los Originarios Australianos, AAF), que fue una organización principalmente ciudadana, diseñada para facilitar la cooperación entre los grupos políticos originarios y los blancos simpatizantes con la causa. Gibbs fue capaz de coordinar con el AAF, el desarrollo de conexiones con los movimientos  sindicales en Nueva Gales del Sur.
Gibbs siguió siendo políticamente activa durante toda la década de 1970, incluyendo el apoyo a la creación de la Aboriginal Tent Embassy. Forjó vínculos importantes entre el movimiento de los originarios y otros grupos políticos progresistas, en particular el movimiento de mujeres. Gibbs falleció en Dubbo, en 1983.